# Marco Vitório Marcelo
Marco Vitório Marcelo (em latim: Marcus Vitorius Marcellus), conhecido apenas como Vitório Marcelo, foi um senador romano nomeado cônsul sufecto para o nundínio de setembro a dezembro de 105 com Caio Cecílio Estrabão. Era amigo de Quintiliano e do poeta Estácio.

## Carreira
A família de Marcelo era oriunda de Teate Marrucinorum e seu pai provavelmente se chamava Caio Vitório. Apesar disto, Marcelo foi educado pelo famoso retórico Quintiliano, que dedicou-lhe sua "Institutio Oratoria" esperando que "...meu tratado possivelmente possa ter utilidade na educação de seu filho, que, já em tenra idade, revela estar no caminho do esplendor completo de um gênio". Segundo o historiador Anthony Birley, Lúcio Sétimo Severo, avô do futuro imperador Sétimo Severo, era seu colega de classe. Ronald Syme lembra que, apesar de Plínio, o Jovem, também ter estudado com Quintiliano e do fato de Estácio conhecer tanto Plínio quanto Marcelo, este não foi mencionado por Plínio em nenhuma de suas cartas.
Estácio dedicou-lhe o quarto livro de "Silvae" e diversas alusões à sua vida aparecem nos poemas deste livro. Por volta de 94-96, Marcelo estava em Roma e foi superintendente da Via Latina ("curator viae Latinae"). O próprio Estácio lhe escreveu nessa época pedindo-lhe que parasse de trabalhar durante o verão e tirasse umas férias. Segundo ele, "excelentes qualidades serão melhor alcançadas depois de um descanso".
A próxima menção a Marcelo é datada depois de seu consulado. Duas inscrições do norte da África citando um governador proconsular chamado "Marcelo" foram identificadas como sendo uma referência a Vitório Marcelo e seu mandato foi datado entre 120 e 121.
Marcelo se casou com Hosídia, filha do senador e general Cneu (ou Caio) Hosídio Geta, e os dois tiveram um filho, Caio Vitório Hosídio Geta.